# Gürkan Sermeter
Gürkan Sermeter (Zurigo, 14 febbraio 1974) è un ex calciatore svizzero.

## Carriera
Cresciuto nel settore giovanile dell'FC Wädenswil, venne acquistato nel 1993 dal Grasshoppers con cui divenne campione svizzero due anni più tardi. Dopo 38 gare con la maglia degli Hoppers, nel gennaio del 1996 passò allo Young Boys dove concluse la stagione 1996-1997 realizzando 10 reti in 12 incontri.
Dopo due stagioni nel Lucerna, tornò nel Grasshoppers, dove rimase fino al 2000. Seguì una lunga militanza di nuovo nelle file dello Young Boys, con cui ottenne la promozione dalla Challenge League nel 2001, disputando con la maglia dei bernesi i seguenti cinque campionati nella Super League. Nell'autunno del 2007, dopo due presenze con lo YB, è stato acquistato dall'Aarau con cui ha giocato i successivi due campionati nella massima divisione elvetica.
Nell'estate del 2008 è stato acquistato dall'AC Bellinzona, neo-promosso in Super League (Svizzera).
Al termine della stagione 2011-2012 (disputata in Challenge League) ha annunciato il suo ritiro.

## Palmarès
- Campionato svizzero: 1

Grasshoppers: 1994-1995